# Кливланд (Минесота)
Кливланд (енгл. Cleveland) град је у америчкој савезној држави Минесота.

## Демографија
По попису из 2010. године број становника је 719, што је 46 (6,8%) становника више него 2000. године.
| Група             | 2000.       | 2010.       |
| Белци             | 657 (97,6%) | 702 (97,6%) |
| Афроамериканци    | 1 (0,1%)    | 0 (0,0%)    |
| Азијати           | 1 (0,1%)    | 1 (0,1%)    |
| Хиспаноамериканци | 11 (1,6%)   | 11 (1,5%)   |
| Укупно            | 673         | 719         |